# Fado (Mele)
Fado is een plaats (frazione) in de Italiaanse gemeente Mele.